# Р-40
Р-40 (К-40, «изделие 46», по классификации МО США и НАТО — AA-6 Acrid, рус. едкий) — советская ракета класса «воздух—воздух» средней дальности.

## История создания
В 1962 году в ОКБ-4 под руководством Матуса Рувимовича Бисновата было начато проектирование ракеты Р-40. Ракета создавалась специально для вооружения истребителя-перехватчика МиГ-25П и предназначена для поражения высотных скоростных и низколетящих воздушных целей — самолётов и крылатых ракет в широком диапазоне применения при наличии огневого и помехового противодействия.

## Конструкция
Ракета Р-40 имела высокие энергобаллистические характеристики, обеспечивала скорости полёта с числом Маха > 5, что привело к необходимости впервые использовать титан в качестве материала планера ракеты и решить ряд технических проблем по охлаждению агрегатов и созданию стойкого к кинетическому нагреву обтекателя. В качестве материала обтекателя РГС впервые применён жаростойкий ситалл.
Ракета разрабатывалась с двумя головками самонаведения:
- с полуактивной радиолокационной импульсной головкой ПАРГ-12 (МНИИ «Агат»)
- с инфракрасной головкой Т-40А1, разработанной в ЦКБ-589.

Соответственно ракеты получили индексы Р-40Р и Р-40Т (тепловая).
Дальность стрельбы ракетой Р-40Р была первоначально 50 км. Гиперзвуковые (М>5) УР большой дальности Р-40Т (Р-40ТД) с тепловизионной головкой самонаведения и Р-40Р (Р-40РД) с радиолокационной полуактивной системой наведения (максимальная дальность пуска по высотной цели на встречном курсе - 35-60 км)..
Ракета Р-40 создана по аэродинамической схеме «утка». Большая высотность в Р-40 достигалась за счет развитого крыла, ослабляющего влияние синхронных ошибок головки самонаведения, увеличения запаса топлива и разнесенной по длине ракеты боевой части, которая находилась как в середине корпуса, так и в хвосте.
Двигатель ракеты марки П1Д-134 твердотопливный. Вес топлива 118 кг. Осколочно-фугасная боевая часть весом 35 кг была разработана в ГСКБ-47. Боевая часть оснащена 2-канальным активным радиолокационным помехозащищённым взрывателем. Радиус эффективного поражения 7 м. Возможно, был вариант со специальной БЧ.
С общей массой в 475 килограмм, Р-40 - самая крупная серийно выпускавшаяся ракета воздух-воздух.

## Модификации
- Р-40Р — с полуактивной радиолокационной импульсной головкой самонаведения ПАРГ-12 разработки НИИ «Агат»
- Р-40Т — с тепловой головкой самонаведения Т-40А1 разработки ЦКБ-589
- Р-40РД — модификация Р-40Р, толчком к созданию которой послужил инцидент с угоном в Японию 6 сентября 1976 года самолёта МиГ-25П лётчиком ВВС СССР В. Беленко. В целях совместимости нового БРЭО МиГ-25ПД, ракета была оснащена ГСН РГС-25, созданной на базе РГС-24 ракеты Р-24. Ракета способна селектировать цели на фоне подстилающей поверхности.
- Р-40ТД — модификация Р-40Т, созданная одновременно с Р-40РД, с усовершенствованной ГСН 35Т1.
- Р-40РД-1 — модификация Р-40РД, оснащена комбинированным радиооптическим взрывателем «Бекас» и более мощной БЧ
- Р-40ТД-1 — модификация Р-40ТД, оснащена комбинированным радиооптическим взрывателем «Бекас» и более мощной БЧ

## Боевое применение
В ходе ирано-иракской войны иракские МиГ-25ПД и МиГ-25ПДС с помощью ракет Р-40Р/РД и Р-40Т/ТД сбивали иранские самолёты, в том числе был сбит один перехватчик четвёртого поколения F-14A Tomcat. Лишь в одном случае потребовался запуск двух ракет (Р-40РД и Р-40ТД), для уничтожения самолёта радио-электронной борьбы EC-130E. В ходе войны в Персидском заливе с помощью одной ракеты Р-40РД был сбит американский истребитель четвёртого поколения F-18C. Также в этой войне этими ракетами заявлен сбитым истребитель F-15C, что не имеет подтверждения.

## Тактико-технические характеристики
- Полная длина:
  - Для Р-40Р — 6760 мм
  - Для Р-40Т — 6360 мм
- Диаметр: 300 мм
- Размах крыла: 1450 мм
- Масса ракеты:
  - Для Р-40Р — 455 кг
  - Для Р-40Т — 466 кг
- Дальность до цели:
  - Для Р-40Р — 2-30 км
  - Для Р-40Т — 2-36 км
- Высота цели:
  - Для Р-40Р — 2500-27000 м
  - Для Р-40Т — 800-30000 м
- Скорость полёта: > 5 М (5760 км/ч)
- Боевая часть: осколочно-фугасная
  - Масса БЧ: 38 кг
- Тип ПУ: АПУ-84-46
- Носители: Миг-25П, МиГ-31